# GSM 03.38
GSM 03.38 (nebo také 3GPP 23.038) je označení normy, která definuje znakovou sadu používanou službou krátkých textových zpráv (zkratka SMS z anglického Short message service) v mobilních telefonech GSM. Základní znaková sada definovaná touto normou se nazývá GSM 7 bit default alphabet. Znaková sada obsahuje 3 řídicí znaky: Line feed, Carriage return a Escape. Znak Escape se používá ke zpřístupnění znaků z tabulky Basic Character Set Extension – jeden znak za Escape se bere z této alternativní tabulky. Pomocí informačních prvků s hodnotami 0x24 a 0x25 (National language shift tables) v User Data Header lze změnit jednu nebo obě tabulky za národní tabulky pro různé jazyky.

## Znaková sada
|      | 0x00 | 0x10 | 0x20 | 0x30 | 0x40 | 0x50 | 0x60 | 0x70 |
| ---- | ---- | ---- | ---- | ---- | ---- | ---- | ---- | ---- |
| 0x00 | @    | Δ    | SP   | 0    | ¡    | P    | ¿    | p    |
| 0x01 | £    | _    | !    | 1    | A    | Q    | a    | q    |
| 0x02 | $    | Φ    | "    | 2    | B    | R    | b    | r    |
| 0x03 | ¥    | Γ    | #    | 3    | C    | S    | c    | s    |
| 0x04 | è    | Λ    | ¤    | 4    | D    | T    | d    | t    |
| 0x05 | é    | Ω    | %    | 5    | E    | U    | e    | u    |
| 0x06 | ù    | Π    | &    | 6    | F    | V    | f    | v    |
| 0x07 | ì    | Ψ    | '    | 7    | G    | W    | g    | w    |
| 0x08 | ò    | Σ    | (    | 8    | H    | X    | h    | x    |
| 0x09 | Ç    | Θ    | )    | 9    | I    | Y    | i    | y    |
| 0x0A | LF   | Ξ    | *    | :    | J    | Z    | j    | z    |
| 0x0B | Ø    | ESC  | +    | ;    | K    | Ä    | k    | ä    |
| 0x0C | ø    | Æ    | ,    | <    | L    | Ö    | l    | ö    |
| 0x0D | CR   | æ    | -    | =    | M    | Ñ    | m    | ñ    |
| 0x0E | Å    | ß    | .    | >    | N    | Ü    | n    | ü    |
| 0x0F | å    | É    | /    | ?    | O    | §    | o    | à    |

|      | 0x00 | 0x10 | 0x20 | 0x30 | 0x40 | 0x50 | 0x60 | 0x70 |
| ---- | ---- | ---- | ---- | ---- | ---- | ---- | ---- | ---- |
| 0x00 |      |      |      |      | \|   |      |      |      |
| 0x01 |      |      |      |      |      |      |      |      |
| 0x02 |      |      |      |      |      |      |      |      |
| 0x03 |      |      |      |      |      |      |      |      |
| 0x04 |      | ^    |      |      |      |      |      |      |
| 0x05 |      |      |      |      |      |      | €    |      |
| 0x06 |      |      |      |      |      |      |      |      |
| 0x07 |      |      |      |      |      |      |      |      |
| 0x08 |      |      | {    |      |      |      |      |      |
| 0x09 |      |      | }    |      |      |      |      |      |
| 0x0A | FF   |      |      |      |      |      |      |      |
| 0x0B |      | SS2  |      |      |      |      |      |      |
| 0x0C |      |      |      | [    |      |      |      |      |
| 0x0D | CR2  |      |      | ~    |      |      |      |      |
| 0x0E |      |      |      | ]    |      |      |      |      |
| 0x0F |      |      | \    |      |      |      |      |      |